# Falsamblesthis unguicularis
Falsamblesthis unguicularis är en skalbaggsart som först beskrevs av Friedrich F. Tippmann 1960.  Falsamblesthis unguicularis ingår i släktet Falsamblesthis och familjen långhorningar. Inga underarter finns listade i Catalogue of Life.